# Angiopteris annamensis
Angiopteris annamensis är en kärlväxtart som beskrevs av C. Chr. och Tard. Angiopteris annamensis ingår i släktet Angiopteris och familjen Marattiaceae. Inga underarter finns listade i Catalogue of Life.